# Zbiornik Kamieniec
Kamieniec – będący w budowie zbiornik zaporowy, położony w zachodniej części Obniżenia Otmuchowskiego, między Obniżeniem Ząbkowic na północy, a Obniżeniem Laskówki nad Nysą Kłodzką, w województwie dolnośląskim, powiecie ząbkowickim, gminie Kamieniec Ząbkowicki.

## Dane techniczne
Powierzchnia przyszłego zbiornika ma wynosić 9,5 km², długość: ok. 3,5 km, a szerokość: do 2 km. Ma pomieścić 90 mln m³ wody. Jego północną granicę wyznaczać ma linia kolejowa z Wrocławia do Międzylesia, gdzie wybudowana zostanie zapora na rzece o wysokości 17,5 m na południu jego granicę wyznaczać ma Ożarski Potok oraz wał ziemny.

## Historia
Koncepcja budowy kolejnego zbiornika zaporowego na Nysie Kłodzkiej powstała w latach 1975-1976. Miał on na celu regulacje rzeki w jej środkowym biegu. Z braku funduszy odstąpiono od realizacji tego projektu. Powrócono do niej po Powodzi Tysiąclecia w 1997 r. W 2000 r. wyburzono wieś Pilce, która miała znaleźć się na dnie przyszłego zbiornika, a jej mieszkańców przesiedlono w większości do Kamieńca Ząbkowickiego.
W 2025 koszt realizacji zbiornika określano na 1,3 miliardów złotych.